# Малые Маячки
Ма́лые Мая́чки — село в Прохоровском районе Белгородской области России. Административный центр Маломаяченского сельского поселения.
Расположено на севере области, неподалёку от истоков реки Псёл.

## История
В июле 1943 года в районе Прохоровки произошло самое крупное встречное танковое сражение Второй мировой войны (Сражение под Прохоровкой, с обеих сторон участвовало свыше 1200 единиц танков и самоходных орудий).
Согласно архивным данным, селение Малые Маячки было основано в начале 1780-х годов « в верховьях Грязной Плотвы, впадающей в Псел» Изначально, недалеко друг от друга в Обонянском уезде располагались два селения Малые и Большие Маячки. В летописях 1860 года в Малых Маячках насчитывалось «325 ревизский душ, получивших надел», в 1882 году было уже 852 жителя и 129 дворов, в 1890 году — 1080 жителей.
Оба поселения, Большие и Малые Маячки, получили свое название от местности, где располагались, имевшей в то время название «Маяки». Предположительно «маяки» находились между верховьями Липового Донца, Ворсклы и Грязной Плотвы, которая впадала в Псел. Наблюдатели за безопасностью, завидев приближение татаркой конницы, разжигали костры на вершинах курганов. Такие маяки передавали эстафету сигнального огня дальше вглубь территории. Такой способ передачи информации был не только удобным, но и очень скоростным, помогал быстро организовать людей для отпора противника.
Основными видами деятельности были сельское хозяйство, животноводство (в большей степени носило частный характер). В селе были построены ветряные мельницы.
В 1862 году была построена Николаевская деревянная церковь.
В 1927 году В Малых Маячках был создан совхоз — «Красная деревня».
В 1950 году села Грязное и Малые Маячки объединили в колхоз «Имени Сталина»
Школу, сгоревшую во время войны, построили только к 1960 году.
В 1953 году были созданы и построены библиотека и дом культуры.

## Население
| 2002 | 2010 |
| ---- | ---- |
| 523  | ↘445 |

## Экономика
- Молочно-товарный комплекс